# Zwei ungleiche Schwestern
Zwei ungleiche Schwestern (Originaltitel: Les sœurs fâchées) ist eine französische Filmkomödie von Alexandra Leclère aus dem Jahr 2004.

## Handlung
Louise Mollet fährt von Le Mans zu ihrer Schwester Martine Demouthy nach Paris. Beide haben sich seit drei Jahren nicht mehr gesehen. Nun hat Louise an ihrem Debütroman gearbeitet und eine Einladung von einem Pariser Verleger erhalten. Sie reist zwei Tage eher an, um Zeit mit ihrer Schwester verbringen zu können. Die elegante Martine ist vom Auftreten der Schwester vom Land immer wieder peinlich berührt. Louise redet zu viel, erscheint zu indiskret, zu linkisch und bodenständig für die ständig nervöse Martine. Immer öfter reagiert sie ironisch oder abfällig auf ihre Schwester, sei es beim Friseur oder in der Oper. Besonders gereizt ist Martine, als Louise von ihrer Wohnung aus ihre Mutter anruft. Die ist Alkoholikerin und inzwischen demenzkrank. Dass sie ihren Töchtern einst einen bösen Brief geschrieben hat, in dem sie sich von beiden lossagte, hat Martine ihr nie verziehen. Doch auch in ihrer Familie gibt es Probleme. Martine empfindet keine Liebe mehr für ihren Mann Pierre und kann auch keine Beziehung zu ihrem Sohn aufbauen. Pierre wiederum betrügt sie heimlich mit ihrer besten Freundin Sophie, die eine Galerie betreibt.
Bei einem Essen mit Louise und Sophie sowie deren Ehemann gesteht Louise ihrer Schwester, dass sie ihren Mann verlassen hat und mit einem anderen Mann zusammenlebt – eine Geschichte, die sie auch in ihrem Roman verarbeitet hat. Martine ist von dem Gespräch so peinlich berührt, dass sie sich betrinkt. Am folgenden Tag hat Louise den Termin beim Verleger, der ihr mitteilt, ihr Buch herausbringen zu wollen. Louise trifft später auf einer Vernissage wieder auf Martine, die wiederum ihren früheren Geliebten Charles sieht. Der ist inzwischen mit einer Künstlerin verheiratet und hat ein Kind. Martine ist deprimiert. Zwar will sie ihrem Leben einen neuen Sinn geben und arbeiten, erkennt jedoch, dass sie noch nie wirklich gearbeitet hat. Als ihre Schwester, die in Le Mans als Kosmetikerin arbeitet, sich redselig mit ihr über die Arbeitssuche und die Vernissage unterhalten will, rastet Martine aus, ohrfeigt sie und schreit sie an, dass sie ihre Gegenwart nicht mehr aushalte. Martine kehrt später heim, dreht jedoch um, als sie die weinende Louise in ihrer Wohnung vorfindet. Sie geht zu Sophie. In deren Bett findet sie ein Schaltuch ihres Mannes, erkennt, dass er sie mit ihrer besten Freundin betrügt, und reagiert wütend und verletzt. Sie will nun Louise, deren Erscheinen sie für alles Unglück der letzten Tage verantwortlich macht, aus der Wohnung werfen, doch ist sie bereits ausgezogen. Die Nacht verbringen beide Schwestern weinend in unterschiedlichen Häusern in Paris. Am nächsten Morgen hat sich Martine beruhigt. Teilnahmslos bespuckt sie ihren Mann am Frühstückstisch mit Weintraubenkernen, bis Pierre geht. Martine wiederum begibt sich mit ihrem Sohn zum Bahnhof, wo sie sich von Louise verabschiedet. Beide Frauen trennen sich versöhnt.

## Produktion
Zwei ungleiche Schwestern wurde in Paris gedreht. Die Kostüme schuf Esther Walz, die Filmbauten stammen von Carlos Conti. Es war das Langfilmdebüt für Regisseurin Alexandra Leclère.
Der Film erlebte am 21. November 2004 auf dem Internationalen Filmfestival Thessaloniki seine Premiere und lief am 22. Dezember 2004 in den französischen Kinos an, wo er von 1.405.007 Besuchern gesehen wurde. In Deutschland kam der Film am 25. August 2005 in die Kinos und erschien am 17. März 2006 auf DVD.

## Synchronisation
| Rolle            | Darsteller        | Synchronsprecher         |
| ---------------- | ----------------- | ------------------------ |
| Martine Demouthy | Isabelle Huppert  | Susanna Bonasewicz       |
| Louise Mollet    | Catherine Frot    | Elisabeth Günther        |
| Pierre Demouthy  | François Berléand | Reinhard Kuhnert         |
| Sophie           | Brigitte Catillon | Kerstin Sanders-Dornseif |
| Géraldine        | Christiane Millet | Philine Peters-Arnolds   |

## Kritik
Für das Lexikon des internationalen Films war Zwei ungleiche Schwestern ein „großartig gespielter Film mit teils geschliffenen Dialogen, deren Regisseurin keine Position bezieht, sondern größeren Wert auf eine reibungslose Inszenierung legt“. Der Film bleibe jedoch „in einer merkwürdigen Schwebe“, weil der triste Alltag Martines zwar analysiert werde, jedoch keine Konsequenzen folgen. „[D]ie Lust, mit der sich Isabelle Huppert und Catherine Frot die Bälle um die Ohren hauen – das ist aufregender als manches Wimbledon-Finale“, befand Cinema.